# Ammoastutinae
Ammoastutinae es una subfamilia de foraminíferos bentónicos de la familia Lituolidae, de la superfamilia Lituoloidea, del suborden Lituolina y del orden Lituolida. Su rango cronoestratigráfico abarca desde el Turoniense (Cretácico superior) hasta la Actualidad.

## Discusión
Clasificaciones previas incluían Ammoastutinae en el suborden Textulariina del orden Textulariida, o en el orden Lituolida sin diferenciar el suborden Lituolina.

## Clasificación
Ammoastutinae incluye a los siguientes géneros:
- Ammoastuta
- Praeammoastuta †